# 田心乡 (武定县)
田心乡，是中华人民共和国云南省楚雄彝族自治州武定县下辖的一个乡镇级行政单位。

## 行政区划
田心乡下辖以下地区：
田心村、火嘎村、鲁期村、利米村、普龙村、德德卡村和鸡街子村。